# フン族

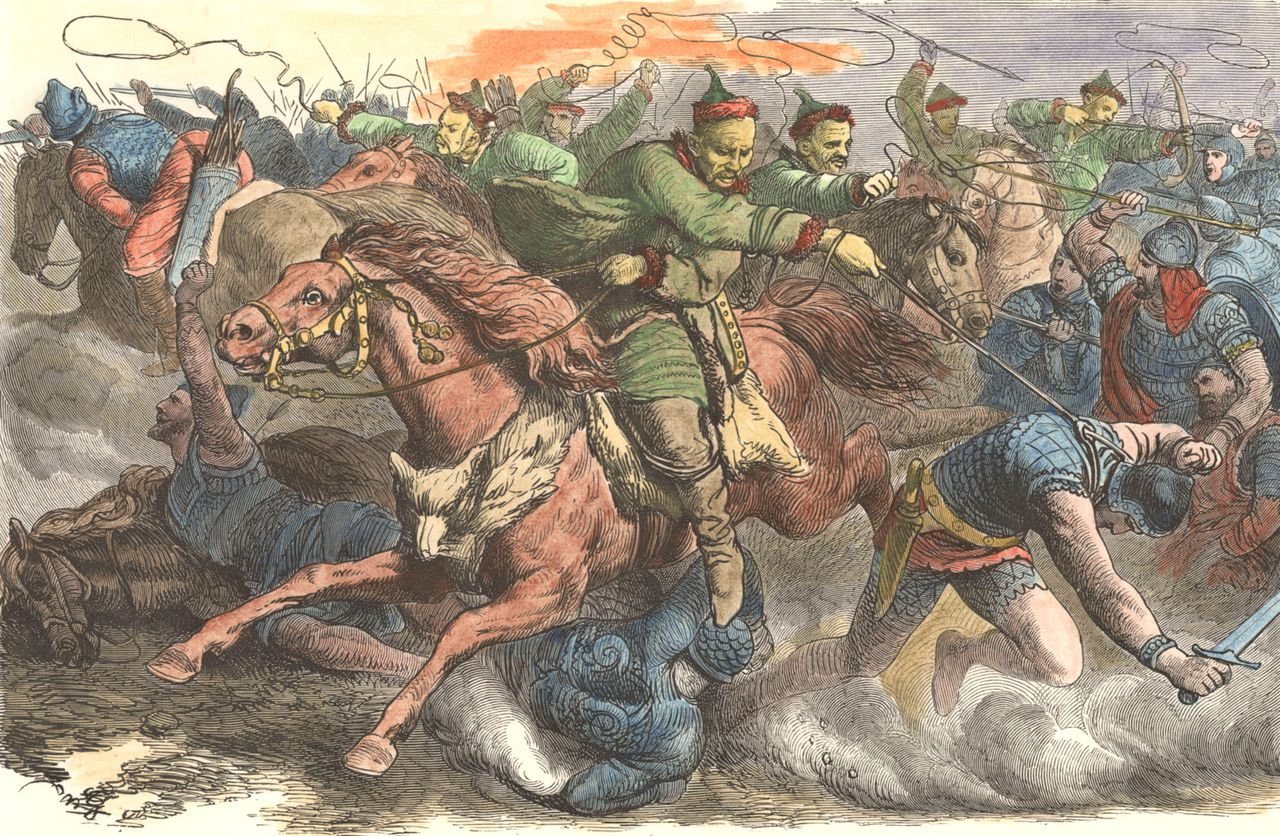
フン族を描いた19世紀の歴史画（ヨーハン・ネーポムク・ガイガー画）

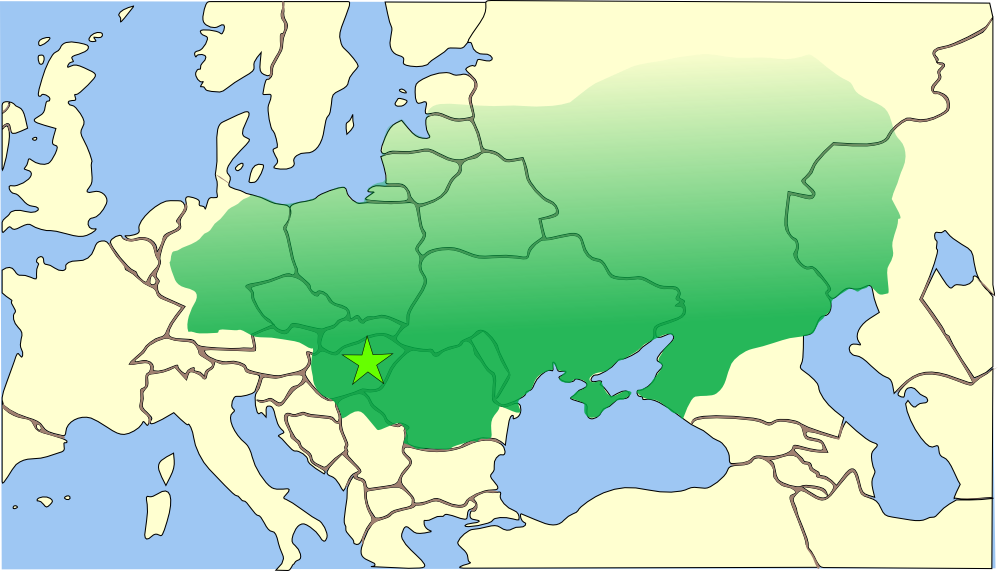
フン帝国はウクライナを中心として中央アジアのステップから現代のフランス、ドイツ、黒海からバルト海にまで広がっていた

フン族（フンぞく、Hun）は、4世紀から6世紀にかけて中央アジア、西アジア、東ヨーロッパ、西欧に住んでいた遊牧民である。ヨーロッパの伝承によれば、彼らはヴォルガ川の東に住んでおり、当時スキタイの一部だった地域で初めて報告された。フン族の到来は、イランの人々、アラン人の西方への移住に関連している。370年までにフン族はヴォルガ川に到着し、430年までにヨーロッパの広大な範囲で支配権を確立し、ローマ国境の外に住むゴート族や他の多くのゲルマン民族を征服し、他の多くの民族のローマ領土への逃亡を引き起こした。フン族は、特に彼らのアッティラ王の下で、東ローマ帝国に頻繁に破壊的な襲撃を行った。451年、フン族は西ローマ帝国のガリア州に侵攻し、カタラウヌムの戦いでローマ人とゴート族の連合軍と戦い、452年にイタリア半島に侵攻した。453年のアッティラの死後、フン族はローマにとって大きな脅威となることは無くなり、ネダオの戦い（454年）で帝国の領土の西部を失った。フン族が約4〜6世紀に西欧と東ヨーロッパと中央アジアの一部を占領した記録が、南、東、および西の近隣の住民によってなされている。フン系の名前の変種は、8世紀初頭まで記録されている。
18世紀、フランスの学者であるジョセフ・ド・ギーニュは、フン族と、紀元前3世紀に中国の北の隣国だった匈奴族とのつながりを最初に指摘した。ギーニュの時代以来、そのような関係を調査するためにかなりの学術的努力が注がれてきた。イランに於けるhuniやインドにおいてフーナ（Hūṇa）として知られている民族もフン族である。
フン族の文化についてはほとんど記録されておらず、フン族の考古学的な遺物はそれ程多くは無い。彼らは青銅の大釜を使用し、頭蓋変形を行ったと信じられている。アッティラの時代のフン族の宗教についての記述はないが、占いなどの慣行が知られる？。フン族は独自の言語を持っていることも知られているが、それを証明するのは3つの単語と個人名だけである。経済的には、彼らは遊牧を実践したことが知られている。ローマの世界との接触が拡大するにつれて、彼らの経済は、貢物、襲撃、貿易を通じてますますローマと結びついた。彼らはヨーロッパに入ったときに統一政府を持っていなかったらしく、むしろローマ人との戦争の過程で統一部族としてのリーダーシップを発展させたとされている。フン族は、さまざまな言語を話す様々な人々を統治し、初期は貴族による封建制であり各部族は独自の支配者を維持した。彼らの特徴的な軍事技術は騎射であった。
フン族は、西ローマ帝国の崩壊の大きな要因である大移動を刺激した可能性が指摘されている。フン族に関する記憶は、フン族が敵対者の役割を演じるさまざまなキリスト教の聖人の生活や、フン族がゲルマンの主要人物の様々な敵対者または同盟者であったゲルマン英雄伝説でも生き続けた。ハンガリーでは、中世の年代記に基づいて発生した伝説で、ハンガリー人、特にセーケイ人はフン人の子孫とされている。しかし、主流の学術界では、ハンガリー人とフン族の密接な関係を否定している。近代文明は、一般にフン族を極端な残酷さと野蛮さに結びつけている。

## 歴史上の記録

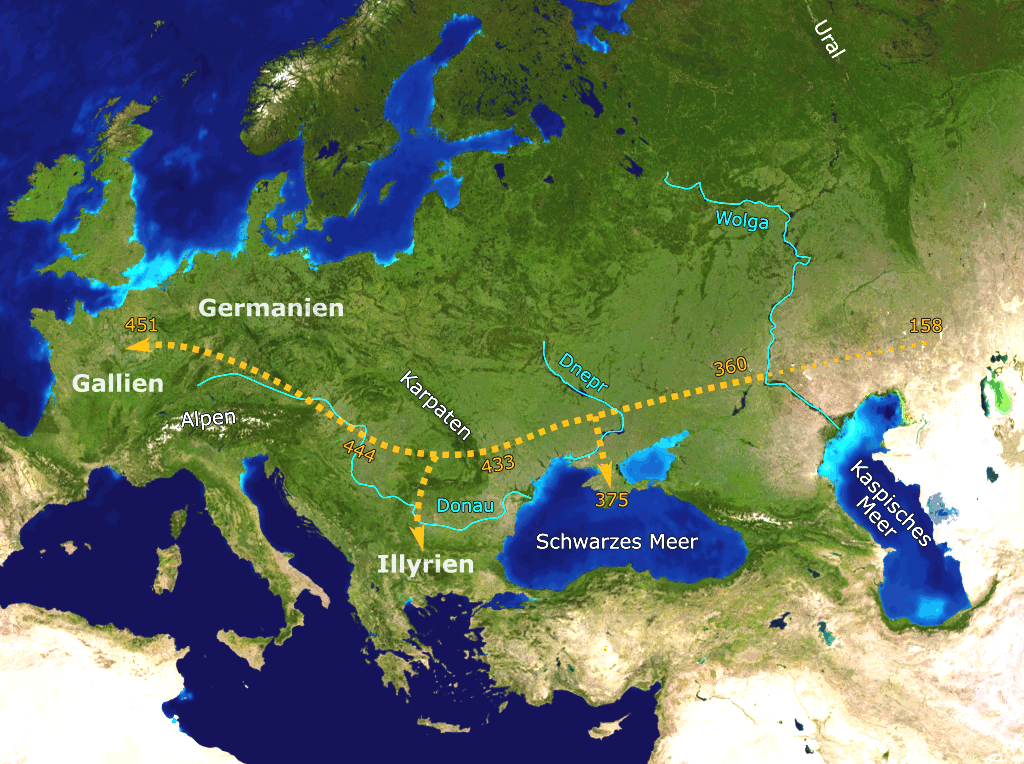
フン族の西方への移動の推定図

### アッティラ以前
139年、ローマの地理学者プトレマイオスはクーノイ族（ΧοῦνοιまたはΧουνοἰ）がスニ（Suni）の統治下にあるポントス地方のバスタルン族とロクソラン族の間に住んでいると述べている。彼は2世紀の初めに列挙したが、これらの民族がフン族か否かは不明である。西ローマ帝国がしばしば「クーノイ」 (Χοῦνοι)または「ウーノイ」(Ουννοι)と書いており、東ローマ帝国では名称のはじめにXの喉頭音を一度も用いていないことを考慮すると「クーノイ」 (Χοῦνοι) と「ウーノイ」(Ουννοι) の類似は偶然である可能性もある。5世紀のアルメニアの歴史家モヴセス・ホレナツは「アルメニア史」でサルマタイ族の近くに住むフン族について紹介し、194年から214年の間の何れかに起きたフン族によるバルフ攻略について物語り、この街をギリシャ人が「フヌク」（Hunuk）と呼ぶ理由を説明している。
確実な記録としては、フン族は4世紀に初めてヨーロッパに現れた。彼らは370年頃に黒海北方に到来した。フン族はヴォルガ川を越えてアラン族を攻撃して彼らを服従させた。6世紀の歴史家ヨルダネスによるとバランベル（ゴート族によって創作された架空の人物ではないかと疑われている）に率いられたフン族はグルツンギ（東ゴート族）の集落を襲撃した。グルツンギ王エルマナリクは自殺し、甥の息子のヴィティメール（Vithimiris）が後を継いだ。376年にヴィティメールはフン族とアラン族との戦いで戦死した。この結果、東ゴート族の大半がフン族に服従した。ヴィティメールの息子のヴィデリック（Viderichus）はまだ幼なかったため、残った東ゴート族の難民軍の指揮権はアラテウスとサフラスクに委ねられた。難民はドニエストル川西方のテルヴィンギ（西ゴート王国）の領域へ逃げ込み、それからローマ帝国領へ入った。（ゴート族のローマ帝国侵入後については「ゴート戦争 (376年–382年)」も参照）

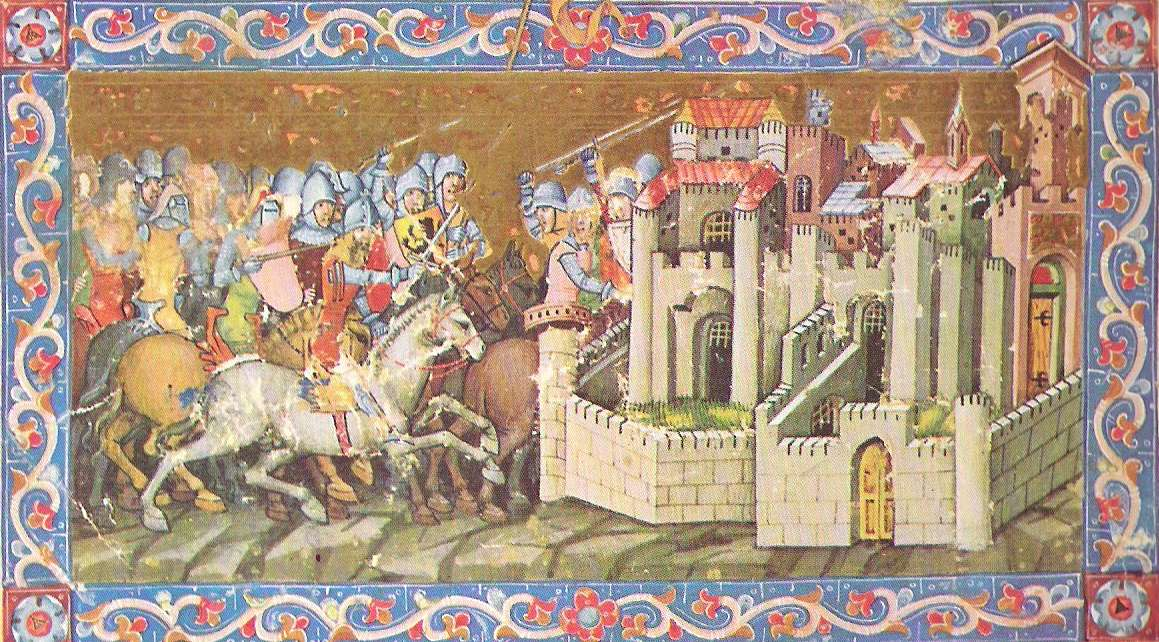
フン族の都市包囲戦を騎士道的空想に基づいて描いた14世紀の絵画。注）武器と鎧と都市は時代錯誤である。ハンガリーのピクタム・クロニクル。1360年

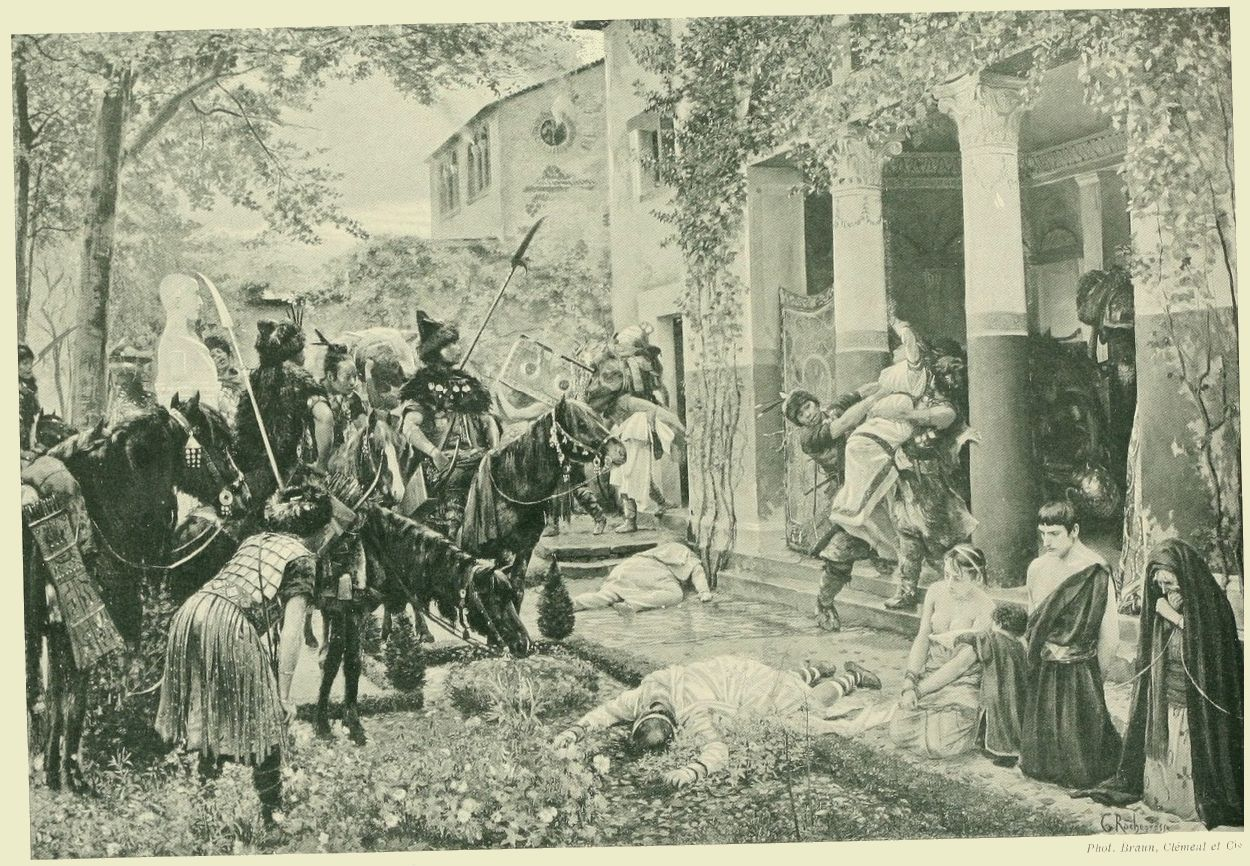
フン族による略奪。ジョルジュ・ロシュグロス画。1910年

逃げ出した東ゴート族の一部に続いてフン族はアタナリックの西ゴート族の領土に入った。アタナリックはドニエストル川を越えて遠征軍を派遣したが、フン族はこの小部隊を避けて直接アタナリックを攻めた。ゴート族はカルパティア山脈へ後退した。ゴート族の難民たちはトラキアへそしてローマ駐留軍のいる安全地帯へ向かった。
395年、フン族は初めて東ローマ帝国へ大規模な攻撃をかけた。フン族はトラキアを攻撃し、アルメニアを蹂躙してカッパドキアを劫略した。彼らはシリアの一部に侵入してアンティオキアを脅かし、ユーフラテス属州を通って押し寄せた。皇帝テオドシウス1世は軍隊を西方へ派遣しており、そのためフン族は抵抗を受けることなく暴れ回り、398年に宦官エウトロピウスがローマ人とゴート人の軍隊をかき集めて撃退して、ようやく平和を回復することに成功した。
一時的に東ローマ帝国から逸れた間、405年のラダガイスス率いる蛮族の集団のイタリア侵攻や406年のヴァンダル族、スエビ族そしてアラン族のガリア侵入に証明されるようにフン族ははるか西方に移動したようである。この時のフン族は一人の統治者元の一つの軍隊ではなかった。多数のフン族が東西ローマ、そしてゴート族の傭兵として雇われていた。ウルディン（個人名が知られる初めてのフン族）はフン族とアラン族の集団を率いてイタリアを守るためにラダガイススと戦った。ウルディンはドナウ川周辺の東ローマ領で騒乱を起こしていたゴート族を破り、400年から401年頃にゴート族のガイナスの首を斬った。ガイナスの首は贈物と引き換えに東ローマへ与えられてコンスタンティノープルで晒された。
408年、東ローマはウルディンのフン族から再び圧力を感じ始めた。ウルディンはドナウ川を越えてモエシア属州のカストラ・マルティス要塞を攻略した。それから、ウルディンはトラキア一帯を略奪した。東ローマはウルディンを買収しようとしたが、彼の要求額が大きすぎて失敗し、代わりに彼の部下たちを買収した。これによりウルディンの陣営から多数が脱走し、ローマ軍に大敗を喫して撤退を余儀なくされた。東部の草原地帯へ撤退して以降、ウルディンの名は古記録から消える。
西ゴート王アラリック1世の義弟アタウルフは、409年にジューリア・アルプス山脈南方でフン族の傭兵を雇っていたようである。彼らは皇帝ホノリウスの最高法官オリンピウスに雇われた別のフン族の小集団と対峙した。409年後半に西ローマ帝国は、侵略して来たアラリックを防ぐためにイタリアとダルマチアに1万のフン族を駐留させ、フン族を恐れたアラリックは撤退した。
410年頃にフン族は、ドナウ川中流域の平原を制圧した。フン族は東ローマ帝国への侵入と略奪を繰り返し、このため東ローマ皇帝テオドシウス2世は430年頃に、フン族へ毎年金350ポンドの貢納金を支払う条約を結んだ。
一方で、フン族は西ローマ帝国の将軍アエティウス（少年時代にフン族の人質となった経験を持つ）の傭兵となって帝国内の内戦やゲルマン諸族との戦争に参加した。433年、フン族は西ローマ皇帝ウァレンティニアヌス3世の母后ガッラ・プラキディアとの内戦状態にあったアエティウスとの取引により、軍事力提供の見返りにパンノニア（とイリュリクムの一部）の支配を西ローマ帝国に認められた。

### アッティラ統治下の統一帝国

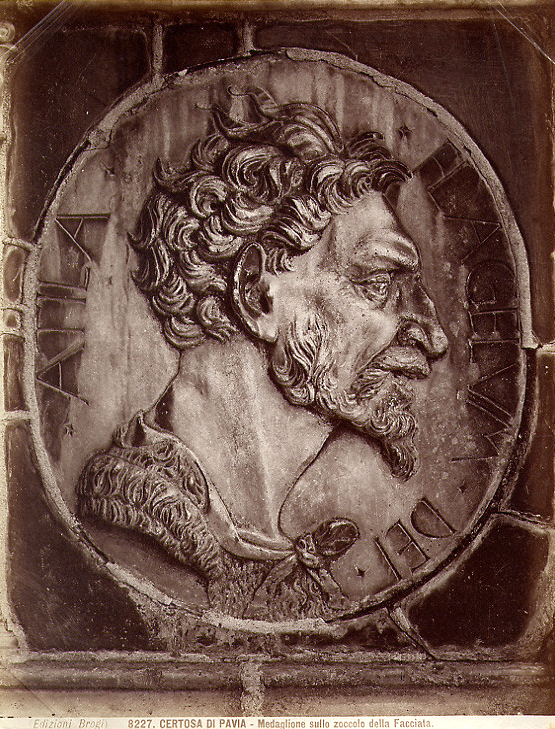
アッティラのレリーフ。16世紀製作：チェルトーザ・ディ・パヴィーア修道院

アッティラの指導のもとでフン族は複合弓と優れた馬術による伝統的な騎乗弓射戦術を用いて対抗勢力に対する覇権を確立した。フン族はローマ諸都市からの略奪と貢納金によって富を蓄えて、ゲピド族、スキール族、ルギイ族、サルマタイ族、東ゴート族といった従属部族の忠誠を維持していた。フン族の状況に関する唯一の長文の直接的な文書は、アッティラへの使節の一員だったプリスクスによるものである。
434年にルーア王が死去して、甥のブレダとアッティラの兄弟が共同王位に就いた。即位直後にブレダとアッティラは東ローマ帝国の貢納金を倍額にさせる有利な協定を結んだものの、440年に和平を破って東ローマ帝国へ侵入してバルカン半島一帯を荒らしまわった。東ローマ帝国軍は敗退し、443年に皇帝テオドシウス2世は莫大な貢納金の支払いを約束する条約の締結を余儀なくされた。445年頃にブレダが死に、アッティラの単独統治となった。447年、アッティラは再び東ローマ領を侵攻して略奪を行い、東ローマ帝国軍を撃破している。

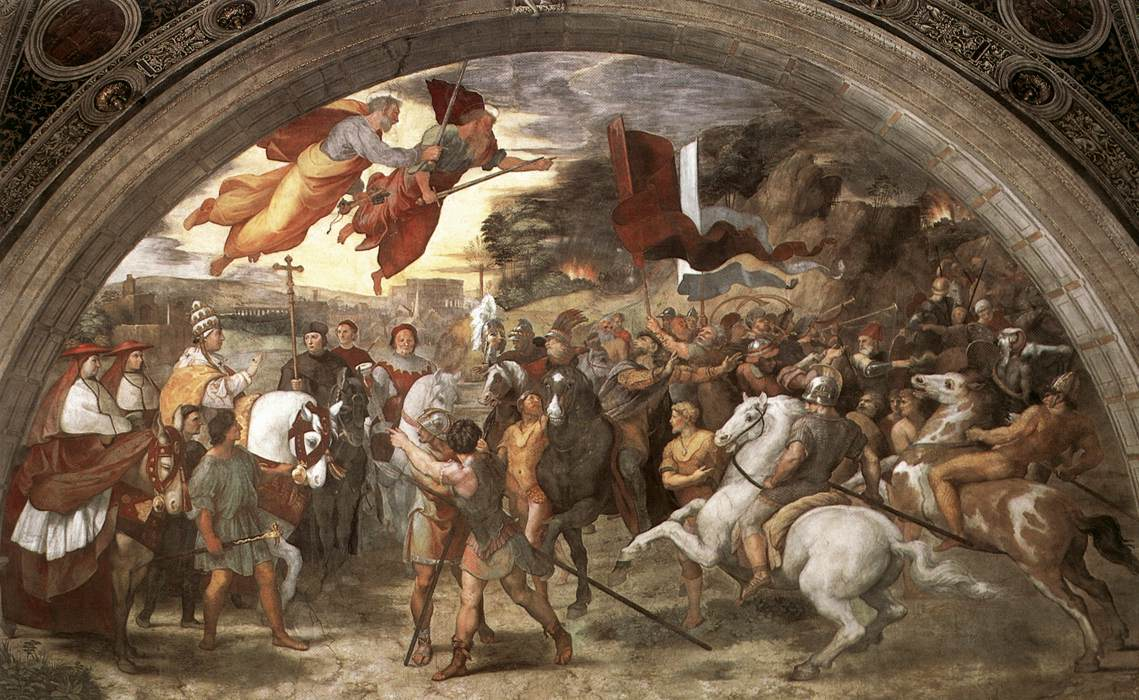
『レオ1世とアッティラの会見』
ラファエロ画。

451年、アッティラは西ローマ皇帝ウァレンティニアヌス3世の姉ホノリアからの求婚を口実に、大軍を率いてガリアに侵入した。カタラウヌムの戦いでアッティラは、アエティウス将軍が率いる西ローマ＝西ゴート連合軍に敗れ撤退するが、勝ったローマ軍も西ゴート王テオドリック1世が戦死するなど損害も多く、追撃はできなかった。
翌452年、体勢を立て直したアッティラはイタリア半島に侵入して北イタリア各地を劫略するが、教皇レオ1世の説得により引き返す（実際は、フン族の陣営に疫病と飢餓が発生していたと見られている）。
パンノニアに帰還したアッティラは、再度の東ローマ帝国侵攻を企図するが、翌453年に自身の婚礼の祝宴の席で死亡した（脳出血または脳梗塞という説が有力である）。
ヨーロッパでは、ローマ教皇の忠告を守らなかったアッティラに神の天罰が下り死亡、残された部下は天罰を恐れ、ローマ教皇の忠告を守り、夕日を背にして生まれ故郷の東方に帰っていった、という非常に有名な伝承が残っている。この事件をキリスト教が布教活動に利用、ヨーロッパでその後1,000年近く続く、王や諸侯よりも強大なキリスト教の権威が生まれるきっかけになったとされる。

### アッティラ以後

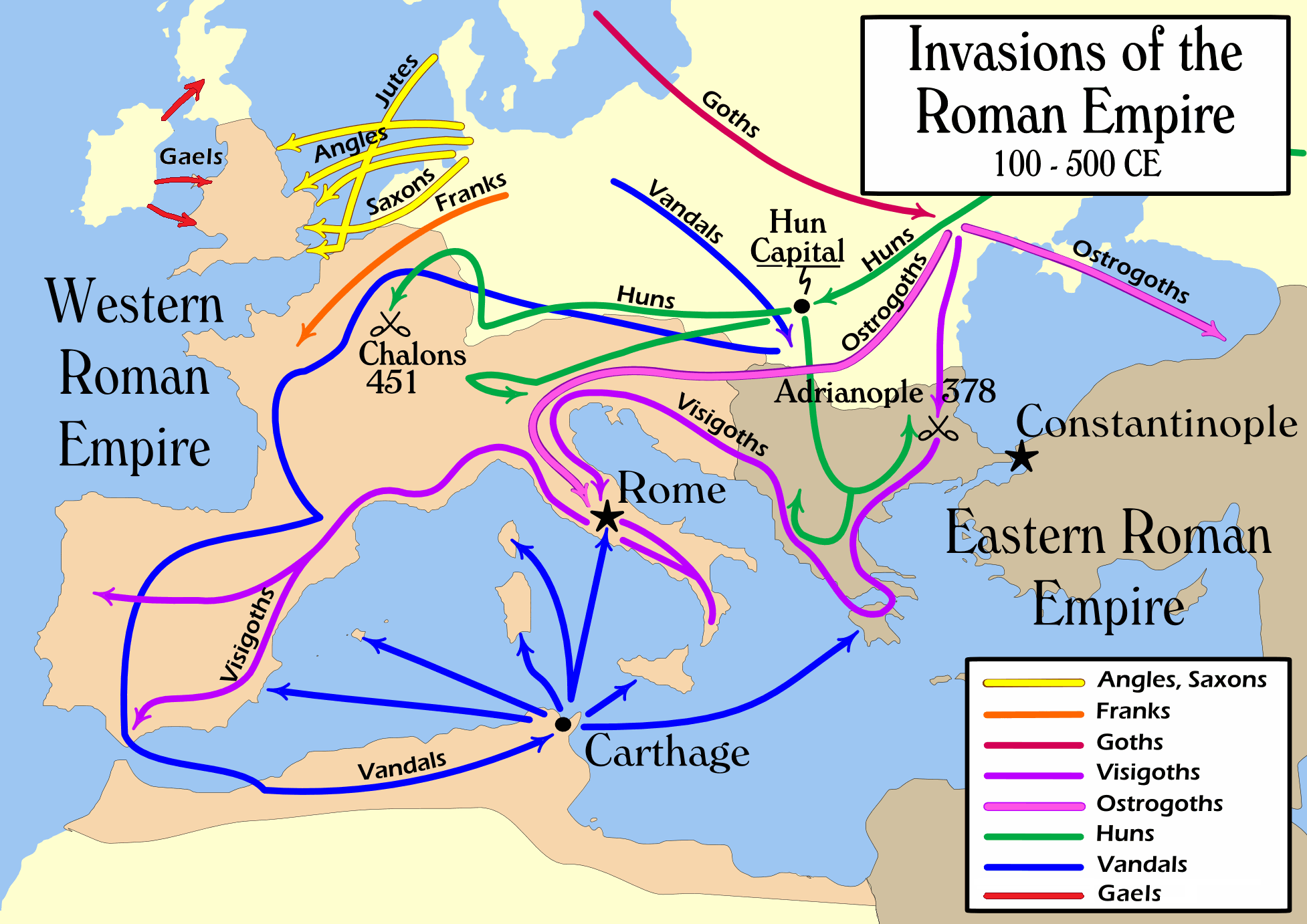
5世紀の蛮族の侵入は372年から375年のフン族による両ゴート王国征服が契機になっている。ローマは410年に西ゴート族、455年にヴァンダル族に掠奪された。

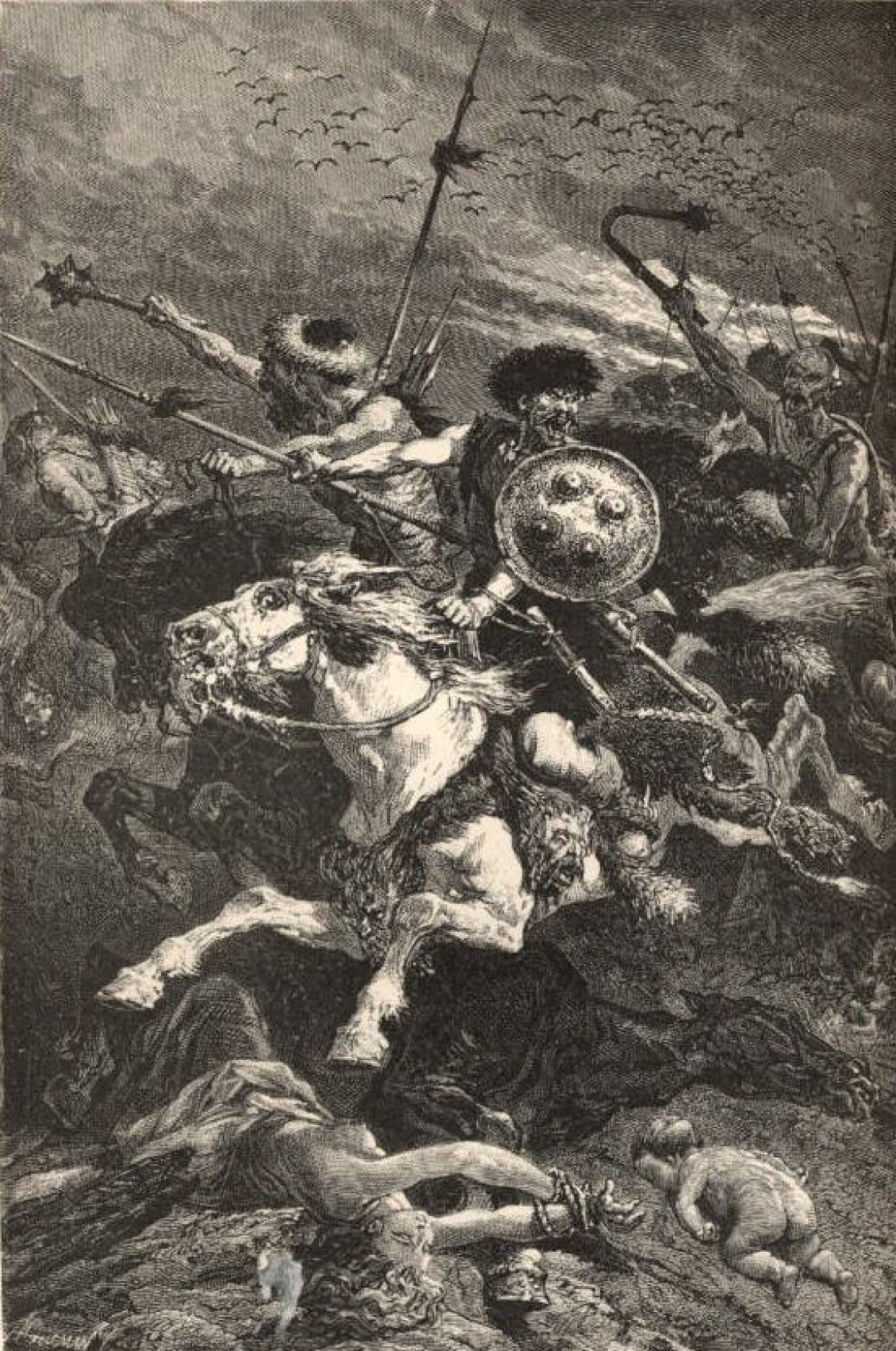
カタラウヌムの戦い（アルフォンス・ドヌー画）

アッティラの死後、彼の息子のエラクが兄弟のデンキジックおよびイルナックとの争いに勝ってフン族の王となった。だが、従属部族たちがゲピド族長アルダリックの元に集まり、454年にネダオ川でフン族に挑んだ（ネダオ川の戦い）。フン族が敗れ、エラク王も戦死したことによりヨーロッパにおけるフン族の覇権は終わり、それからほどなくして同時代の記録から彼らは消え失せた。パンノニア平野は東ゴート族にトランシルヴァニアはゲピード族に占領され、その他の諸部族も中央ヨーロッパ各地に割拠した。
後代の歴史家たちは、アッティラの民たちの離散と解明についての一瞥を提供している。伝統に従ってエラクの死後、彼の兄弟たちは2つに分離しているが近く関係する遊牧集団を黒海北方の平原で率いた。デンキジックはクトリグール・ブルガール族およびウトリグール・ブルガール族の王（カーン）となったと信じられ、一方プリスクスはクトリグール族とウトリグール族はイルナックの2人の息子に率いられ、彼らにちなんで名づけられたと主張している。このような区別は不明確であり、そして状況はそれほど明快ではなさそうである。
デンキジックとイルナックに率いられたフン族の一部は、パンノニアの東ゴート族に復讐を挑むが撃退され、ダキア・リペンシスやスキュティア・ミノルといった東ローマ帝国領へ避難した。その他のフン族と遊牧集団はウクライナを中心としたステップへ撤退した。事実その後、クトリグール族、ウトリグール族、オグール族（Onogur）、サダギール族（Sarigur）と云った新たな同盟が出現し、これらはひとまとめに「フン族」と呼ばれている。同時に6世紀のスラブ人たちも、プロコピオスによってフン族として紹介されている。

### 指導者
※アッティラ以前のフン族の指導者については不明な点が多く、諸説ある。
| 名前         | 治世                       | 備考 |
| ------------ | -------------------------- | --- |
| バランベル   |                            | その実在は疑われている。                                                                                         |
| ウルディン   | 390年 - 411年              | フン族全体を統べる指導者ではなく、西部を管轄した複数いたフン族の族長の一人。                                     |
| ドナート     | 410年 - 412年              | ウルディンの後継者。                                                                                             |
| カラト       | 410年 - 422年              | ウルディンとは別系統。 アッティラにつながる系統の初代フン王とされる。                                            |
| オクタル     | 425年 - 430年?             | |
| ルーア       | 420年代または432年 - 434年 | 弟オクタルとの共同統治で、420年代に初めてフン族全体の統治を形づくったとの見方もある。 ブレダとアッティラの伯父。 |
| ブレダ       | 434年 - 445年?             | アッティラの兄、アッティラと共同統治                                                                             |
| アッティラ   | 434年 - 453年              | |
| エラク       | 453年 - 454年              | |
| デンキジック | 458年 - 469年              | |
| イルナック   | 469年 - 503年              | |

|  |  |        |        |        |        |        |        |        |        |          |          |          |          |              |              |              |              |              |              |          |          |            |            |            |            |            |            |  |  |  |  |  |  |  |  |  |  |  |  |  |  |  |  |  |  |
|  |  |        |        |        |        |        |        |        |        |          |          |          |          |              |              |              |              |              |              |          |          |            |            |            |            |            |            |  |  |  |  |  |  |  |  |  |  |  |  |  |  |  |  |  |  |
|  |  | ルーア | ルーア | ルーア | ルーア | ルーア | ルーア |        |        | ムンズク | ムンズク | ムンズク | ムンズク | ムンズク     | ムンズク     |              |              | オクタル     | オクタル     | オクタル | オクタル | オクタル   | オクタル   |            |            |            |            |  |  |  |  |  |  |  |  |  |  |  |  |  |  |  |  |  |  |
|  |  | ルーア | ルーア | ルーア | ルーア | ルーア | ルーア |        |        | ムンズク | ムンズク | ムンズク | ムンズク | ムンズク     | ムンズク     |              |              | オクタル     | オクタル     | オクタル | オクタル | オクタル   | オクタル   |            |            |            |            |  |  |  |  |  |  |  |  |  |  |  |  |  |  |  |  |  |  |
|  |  |        |        |        |        |        |        |        |        |          |          |          |          |              |              |              |              |              |              |          |          |            |            |            |            |            |            |  |  |  |  |  |  |  |  |  |  |  |  |  |  |  |  |  |  |
|  |  |        |        |        |        | ブレダ | ブレダ | ブレダ | ブレダ | ブレダ   | ブレダ   |          |          | アッティラ   | アッティラ   | アッティラ   | アッティラ   | アッティラ   | アッティラ   |          |          |            |            |            |            |            |            |  |  |  |  |  |  |  |  |  |  |  |  |  |  |  |  |  |  |
|  |  |        |        |        |        | ブレダ | ブレダ | ブレダ | ブレダ | ブレダ   | ブレダ   |          |          | アッティラ   | アッティラ   | アッティラ   | アッティラ   | アッティラ   | アッティラ   |          |          |            |            |            |            |            |            |  |  |  |  |  |  |  |  |  |  |  |  |  |  |  |  |  |  |
|  |  |        |        |        |        |        |        |        |        |          |          |          |          |              |              |              |              |              |              |          |          |            |            |            |            |            |            |  |  |  |  |  |  |  |  |  |  |  |  |  |  |  |  |  |  |
|  |  |        |        |        |        | エラク | エラク | エラク | エラク | エラク   | エラク   |          |          | デンキジック | デンキジック | デンキジック | デンキジック | デンキジック | デンキジック |          |          | イルナック | イルナック | イルナック | イルナック | イルナック | イルナック |  |  |  |  |  |  |  |  |  |  |  |  |  |  |  |  |  |  |

## 社会

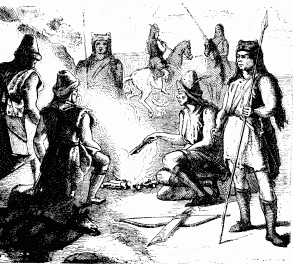
フン族の野営地の想像画。シャーロット・ヤング作『少年向けローマの歴史（Young Folks' History of Rome）』の挿絵。19世紀

### 外見
ヨルダネスは、『ゴート人の起源と行為』において、フン族の起源に関する神話的記述の中で、フン族について以下のように述べている。
それに続くフン族についての伝説を語る中で、以下のように述べている。
フン王アッティラと会見した東ローマ帝国のプリスクスの所伝を引用したヨルダネスは「アッティラは背が低く、胸は広く、巨大な顔を持ち、眼は小さくて落ちくぼみ、髯は薄く、鼻は低く、顔色は黒ずんでいた」と記しており、フンがモンゴル型種族（モンゴロイド）であったことを示している。

### 文化と習慣

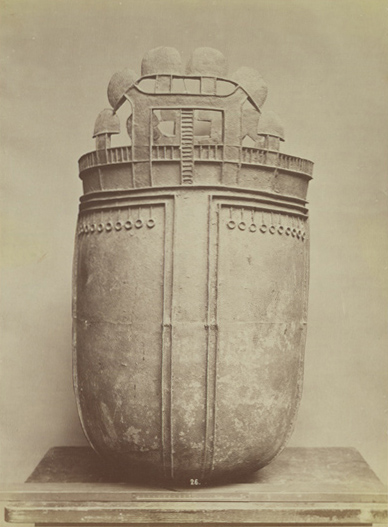
フン族の大釜

4世紀の歴史家マルケリヌス・アンミアヌスはフン族の生活習慣について「食料を煮たり焼いたりせずに生のままで食べ、鞍の下に蓄えた腐肉も食する。女子供は常に荷車の中で生活し育てられる」と述べている。

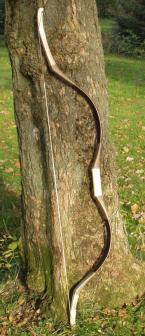
フン族の弓矢の複製品:屈曲型短弓の複合弓

フン族は牛、馬そして山羊と羊の群れを飼っていた。彼らの他の食料源は狩猟と野草の採集だった。衣類は山羊の皮からつくった丸い帽子、ズボンまたレギンスと亜麻または齧歯類の皮の上着を着ていた。アンミアヌスはフン族はこれらの衣類がぼろぼろになるまで着ていたと伝えている。戦闘では彼らは弓と投げ槍を用いた。矢じりと槍先は骨でつくられていた。また、接近戦では鉄剣と投げ縄を用いた。フン族の剣は長く、真っ直ぐな両刃のサーサーン朝形式のものである。フン族の中の地位の象徴は金箔の弓である。
彼らは男児の顔を剣で切るスカリフィケーション（傷による身体装飾）を行う。その他の一般的なフン族の習慣は、顔面を広げて敵に恐怖心を与えるために、幼児の頃から子供の鼻を縛り付けて平たくすることである。発掘されたフン族の頭蓋骨は、幼児期に頭を儀式的に縛り付けた結果である人工的な頭蓋骨奇形の証拠を示している。
フン族はこの時代の他の蛮族と異なり、ヨーロッパに入ってからも定住生活を行わず、遊牧による移動生活を続けていた。アッティラの時代になると、フン族社会の経済は遊牧ではなく、略奪と従属部族からの搾取によって成り立っていたと考えられている。
アンミアヌスは、フン族には王はおらず、貴族たちに率いられていると述べている。重大な事柄については、彼らは会議を開き、馬上で議論する。ルーア王の頃にフン族全体をまとめる王権が形づくられ、次のアッティラ王の時代に全盛期を迎えた。
フン族の人口は、ローマ側の史料では女子供を含めた60万から70万人とあるが、現代の研究者は実際の人口はかなり少なく、兵力は数千騎程度だったと考えている。

## 民族系統
トルコ系若しくはモンゴル系

### 言語系統
19世紀初頭、ドイツのJ・クラプロートがフンの言語はウラル語系のフィン・ウゴル語派ではないかと提唱した。日本の白鳥庫吉もこの説を支持した。この時代の説を引いて、フィン・ウゴル語派に属する「フィンランド人がフン族の裔」とする説も流れた。しかしこの説は、東ローマの僧の「ハンガリー人はフンと同一民族である」との言い伝えと、同様の内容のハンガリーの古記録、フンの種族名の一つにOungri/Ougri（ハンガリー）とあったのを根拠としていた。
1882年、ハンガリーのヴァーンベーリは『マジャール人の起源』において、フン語＝トルコ語であるとした。その後様々な研究者によってフン語＝トルコ語説が支持され、その中でもM・A・アリストフはチュヴァシ人（現在はフンの子孫とされている）の言語がフィノウグール語の影響を受けてはいるが、トルコ語がその語幹をなしていると論じた。一方、ポッペはその説に対して反論を行い、フン語はアルタイ諸語で、蒙古語でもトルコ語でもない別の言語であるとした。これをバルトリドも支持し、フン語はテュルク語系統の古トルコ語とブルガール語近縁とされるチュヴァシ語が分岐する前の古チュヴァシ・トルコ語であるとした。

### 古代歴史書の見解
4世紀の歴史家アンミアヌスは「氷結した大海に近い北方からやって来た」と述べた。
5世紀のローマ外交官でギリシャ歴史学者でもあったプリスクスは、フン族が独自の言葉を持っていたことに言及している。
6世紀の歴史家ヨルダネスはフン族の起源をゴート族の魔女と不浄な魂との交合によるものであると述べている。
アラン人を移民に追いやった経過からは、フン族がヴォルガ川以東のかつてのスキタイ方面からの遊牧民の可能性が高いをことを示しているが、これらの古い記述は、フン族が少なくともかなりの北方から渡来してきたことを示唆した。しかし、これ以上の具体的な起源は不明であった。

### 「フン族」＝「匈奴」説

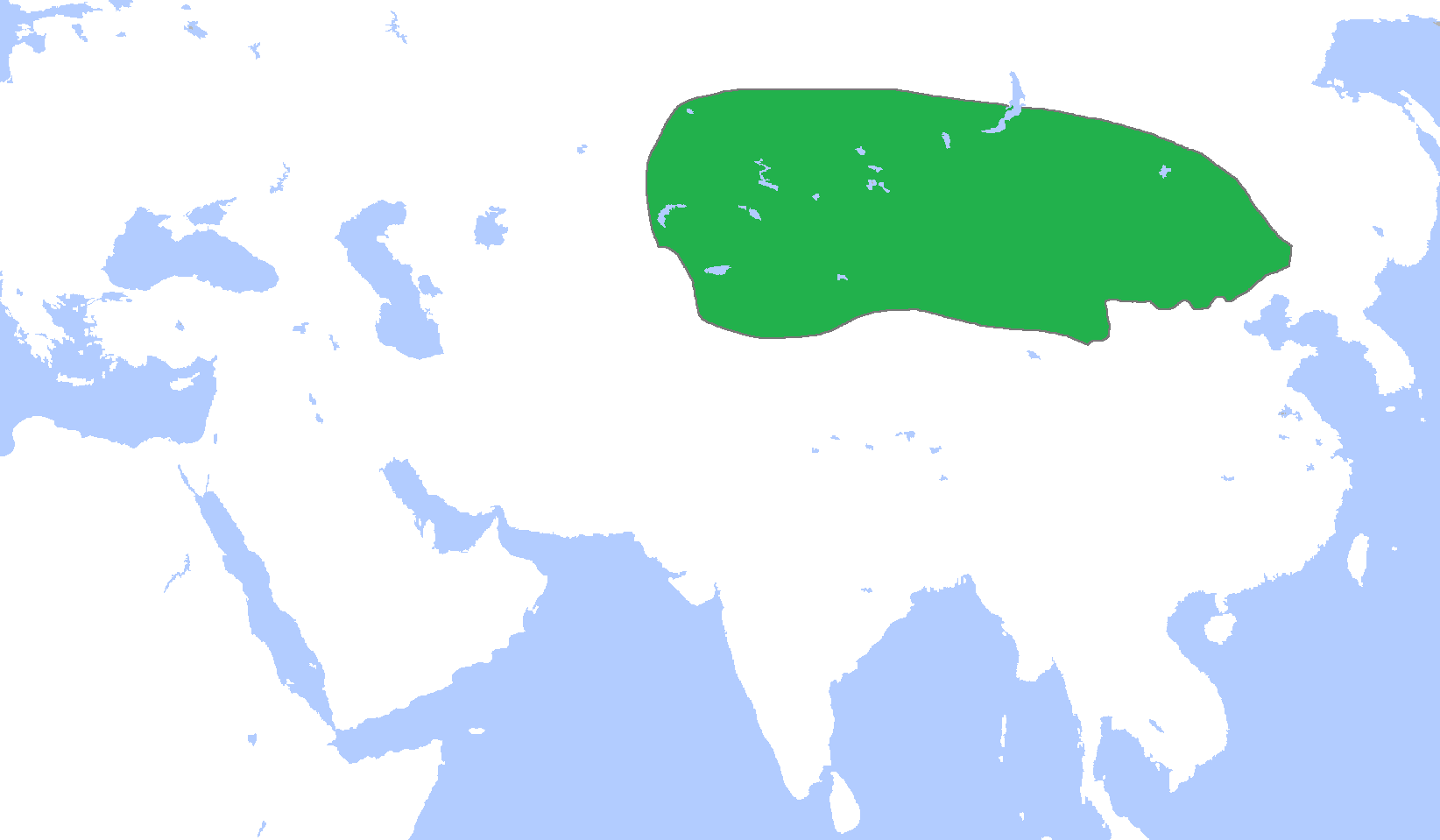
250年頃の匈奴の領域

「フン族は紀元前3世紀頃に中国の北方に勢力があった匈奴の子孫であり、テュルク系民族がユーラシア大陸に広がった最初の端緒である」。
フン＝匈奴説は、先ずフランスのコレージュ・ド・フランス教授ジョゼフ・ド・ギーニュが『フン・トルコ・モーコ通史』（1756年）において、フン=北匈奴であるとした。
さらに、ミュンヘン大学のF・ヒルト博士は『ヴォルガフンネンと匈奴について』（1899年）において、『魏書』西域伝に見える「粟特国」を、アッティラの死後フンが退居したクリミア半島の「スグダク」に比定し、西史に見える「フンのアラン族征服」を、『魏書』西域伝の「匈奴の粟特国(古之奄蔡，一名温那沙)征服」に比定し、「フルナス（アッティラの末子）」を「忽倪」に比定した。また、『魏書』西域伝に見える「（粟特国の）別名は溫那沙」に注目したJ・マルカルトは『ブルガール王侯表中に於ける非スラブ的表現』（1910年）において、「溫那沙＝Un-na-sa」の「-sa」の中に、オセット語の接尾語「ston」、アラン語の「stān」が存在すると論じ、「溫那沙」はアラン語またはペルシャ語の「Hūnastān」すなわち「フンの国」の音訳であるとし、ヒルト説を補強した。
また、フン族の指導者たちの名はテュルク諸語で表されているとされているとした。
これらの学説の論拠は史書の記録、国名の類似、墓相・装飾品の類似などである。研究者は「匈奴」の当時の発音が「フンナ」もしくは「ヒュンナ、ヒョウナ」など、フンとよく似た音である事から（匈奴#読みを参照）、また後漢が北匈奴を討ち（91年）残党が西走した記録から、また王名などの分析から言語学的にモンゴル系に属すると判断し得る、等々の根拠からフン＝匈奴であるとしている。当時の北アジア・中央アジアに至る草原地帯の地域的気候変動が遊牧経済に打撃を与えたことが彼らの大移動の要因になっているとする説もある。
多くの学者はフン族と匈奴の関連性について、肯定的に捉えつつも断定はしていない。遊牧民の集団は血統を重視するため首長家の婚姻や政治的連合によっても主要な中枢集団の構成要素は容易に変動しないが、フン族集団全体としては匈奴の西走集団と系譜的に繋がるとしても、これを中国北方から西走した匈奴国家の部民が元の体制を維持したまま西方にフン族として登場した可能性には疑問がある。

### 遺伝子学的なアプローチ
フン族の遺骨から古代のDNAを分析するアプローチも行われ、これまでにいくつかの手がかりが得られている。「フン族=匈奴説」にもとづいて、紀元前300年～西暦200年頃の匈奴があったモンゴルの地域からのいくつかのサンプルからY染色体のハプロタイプを調べたところ、これまで2つから北東アジアに特徴的なC2、匈奴と同じく北東アジアの古代遊牧民である突厥人に多いQ-M242、N1c1、他にR1a1a-M17 が見つかっている。新疆バルクルからのサンプルでは3つ全てからQ1a3a-M3が見つかった、殆どは東アジアの出自を示している。
mtDNAでも45個のサンプルから調査が行われ、ほとんどから東アジアの出自を示すB4b、C、D4、F1b、G2aが見つかっているが、6つはU2、U5a、J1といったヨーロッパ起源のものが含まれていた。

### 民族集団説
民族集団を形成論的に考察した解釈に、歴史上の大草原における部族連合 は民族的に同種ではなく、むしろテュルク語族、エニセイ語族（en）、ツングース語族、ウラル語族、イラン語族、モンゴル語族などのような多民族の連合である。これはフン族も同様であることを示唆している、とするものがある。
説では、威信と名声に基づいて多くの氏族が自らをフン族であると主張したであろうし、それは彼らの共通の特徴や信じられていた起源の場所、評判を記述した部外者のためである。
民族集団形成のアプローチでは集団が単一の土地を起源とするか単一の歴史を持つ言語学的または遺伝学的に均質の部族を想定しない。寧ろ貴族階級の戦士たちの小集団が土地から土地へ、世代から世代へと民族的な慣習を受け継ぐであろうとしている。臣下たちはこれら伝統の中枢の周辺に合同したり、離散したりする。フン族の民族性はこれらの集団に受け入れさせることを必要とするが、その際に「部族」の中から生まれたことは必要条件ではない。「私たちが差支えなく言えることは古代末期（4世紀）におけるフン族の名称は草原の戦士の名声のある支配集団を表現していると云うことである」と歴史学者ヴァルター・ポールは述べている。フランク王国を建国したサリー族にもあてはめる議論があり、こちらは通説となりつつある。

## 後継国家
フン帝国の崩壊後、フン族は東ヨーロッパ一帯に子孫を残したが、彼らがかつての栄光を取り戻すことはなかった。その理由の一つはブルガール人やマジャール人、金帳汗国と異なり、フン族が税制や官僚制度といった完全な国家機構を確立することがなかったためである。いったん組織が崩れると、フン族はより組織化された政治体に吸収されてしまった。彼らの後のアヴァールと異なり、一度フン族の政治的統一が崩れると、フン族はアッティラを頂く多民族帝国になっていたため、それを再建する手段はなかった。フン族は（少なくとも通常は）様々な人々の大群を含んでおり、彼らの各々が自らをフン族の「子孫」であると考えていた。しかしながら、フン族は固有の人民や国家ではなく政治的産物であったので、454年の敗北がこの政治体の終わりとなった。その後に発生した新たな政治体は、以前のフン族連合の人々から構成されており、同じステップ文化を継承していたが、彼らは新たな政治的産物である。

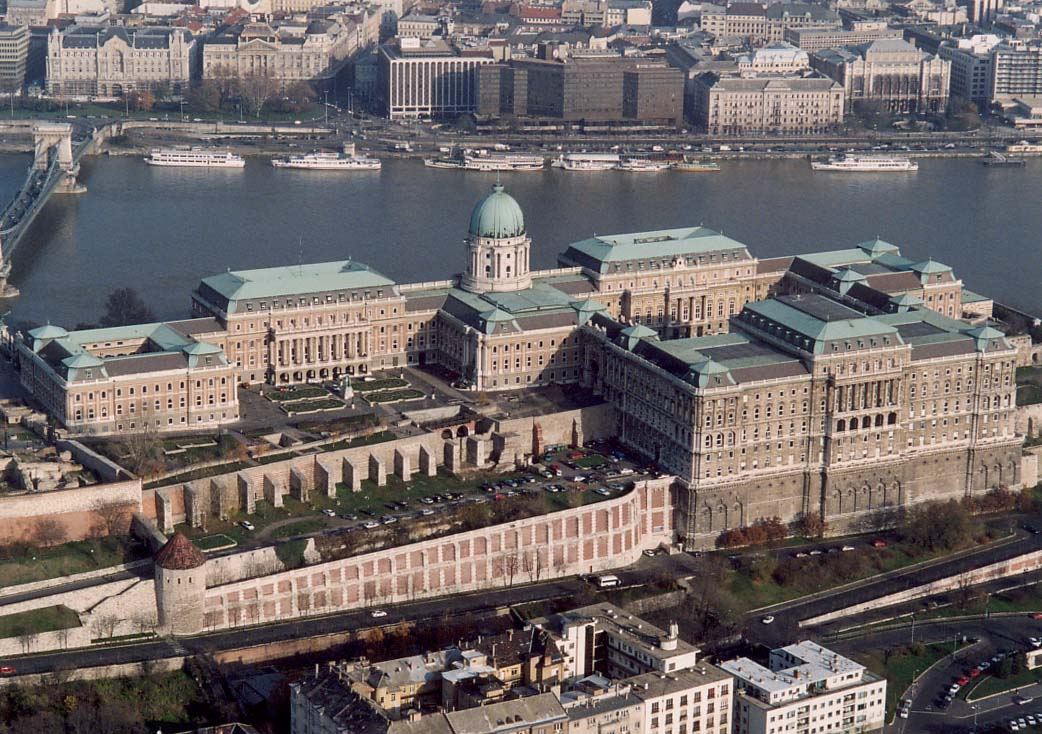
フン王ブレダの名に由来するブダ城

後の多くの国々がフン族の民族的、文化的後継者であると主張している。ブルガール王侯表は、ブルガリア王家がアッティラの子孫であると信じていたことを示している。ブルガール人はおそらくフン族の民族同盟の主要構成員であったであろう。フン族とブルガール人の文化には幾つかの類似があり、例えば人工的頭蓋変形の習慣などの考古学的証拠は、両者の強い連続性を示唆する。フン族とブルガール人の最も特徴的な武器（複合弓や長く垂直の両刃の剣など）はその外観がほとんど同じである。何人かの学者はチュヴァシ語（ブルガール語の後裔であると信じられている）はフン語に最も近い同族言語であると仮説を立てた。
マジャル人（ハンガリー人）はフン族の相続者たるを特に強く主張している。マジャル族はフン部族連合が消滅した約450年後の9世紀末に現在のハンガリー地方に定住し始めたが、マジャル起源伝説を含むハンガリー先史時代（en）は幾つかの歴史的事実を残しているとされる。ヨーロッパを侵略したフン族は様々な人々の緩やかな連合を代表し、マジャル人の幾らかもその一部であったろうし、または後になって依然としてフン族を名乗っていたアッティラの子孫に参加したのかもしれない。確定的な歴史学的または考古学的証拠がないにもかかわらず、賛称（ハンガリー国歌）はハンガリー人を「ムンズク（Bendegúz：en）の血統」（アッティラの父）であると述べている。アッティラの兄ブレダ（Bleda）は現在のハンガリー語ではブダ（Buda）と呼ばれている。ブダペスト西側のブダ地区は彼の名に由来するとされている。20世紀前半まで、ハンガリーの歴史学者の多くはセーケイ人はフン族の後裔であると信じていたが、現在では学界の一般的見解ではない。
ベーダはアングロサクソンが部分的にフン族の血筋を引いていると主張した。

## 伝説

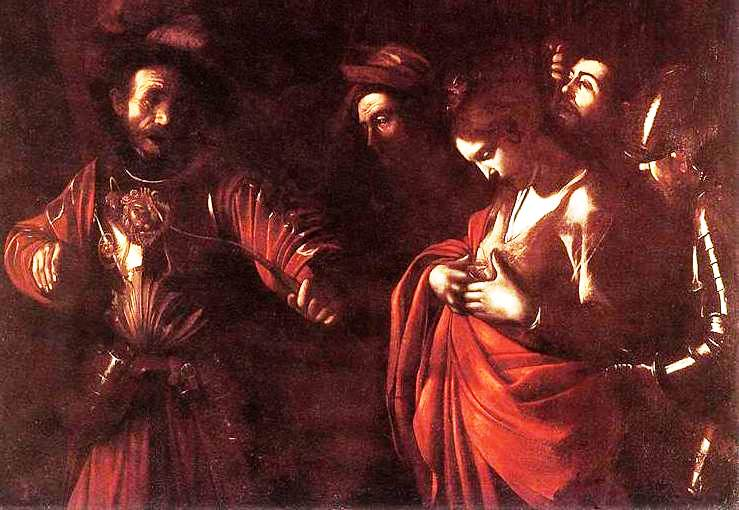
『聖ウルスラの受難』。結婚を拒否した聖ウルスラを矢で突き刺すフン王。ミケランジェロ・メリージ・ダ・カラヴァッジオ画、1610年。

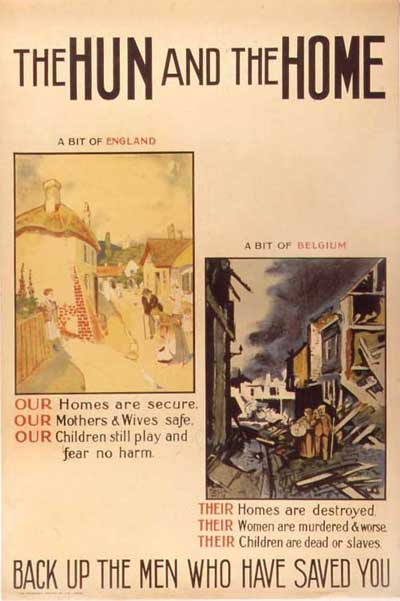
第一次世界大戦時のイギリスの対独プロパガンダのポスター。敵国ドイツを"Hun"と形容している。

フランク王国のカロリング朝はアッティラの子孫だと自称していた（一説に、カール大帝はアッティラの雲孫の曾孫（アッティラから数えて12代目）とされている。アッティラ - 名前不詳の娘（435年頃生誕） - エレムンド（父はアルダリック（474年没）） - アウストリグサ（490年頃生誕。夫はワッコ（490年 - 540年）） - ワルデラダ（525年 - 570年以降に没。夫はバイエルン王ガリバルド1世（525年 - 590年）） - ゲルトルデ（557年頃生誕。夫はユーグ（カルロマン）） - ピピン1世（大ピピン） - ベッガ（620年 - 693年） - ピピン2世（中ピピン） - カール・マルテル - ピピン3世（小ピピン） - カール大帝という系譜である）。
フン族の征服の記憶はゲルマン民族の中で口伝伝承され、古ノルド語の『ヴォルスンガ・サガ』や『ヘルヴォルとヘイズレク王のサガ』そして中高ドイツ語の『ニーベルンゲンの歌』の重要な構成要素となった。これらの物語は千年紀前半の民族移動時代の事件を題材としている。
『ヘルヴォルとヘイズレク王のサガ』では、ゴート族は弓を巧みに扱うフン族とはじめて接触し、ドナウ川の平原で勇壮な戦闘を行う。
『ニーベルンゲンの歌』では、ブルグント王グンテルの陰謀により重臣ハゲネに夫ジーフリトを殺されたクリエムヒルトが、フン族の王エッツェル（アッティラ）と結婚する。その後、彼女はエッツェルの妻としての権力を用いて、ハゲネとグンテル王だけでなく全てのブルグント騎士に血なまぐさい復讐を行った。
『ヴォルスンガ・サガ』では、アトリ（アッティラ）は夫シグルズを失い寡婦となったブルグントの王妹グズルーンと再婚し、黄金を手に入れるためにブルグント王グンテルと弟ホグニを騙して自国に招き殺害するが、ホグニの息子に復讐される。
中世のキリスト教伝説では、1万1千人の処女とともに巡礼の旅に出た聖ウルスラはフン族に襲われ、聖ウルスラはフン王の矢で射殺され、1万1千人の処女たちは虐殺されている。
16世紀のノルウェー南部の農民反乱において、叛徒たちは法廷で「フン王アトル（Atle）」が大軍とともに北から来援することを期待していたと主張している。
近代になって、フン族（Hun）の名称は第一次世界大戦と第二次世界大戦におけるドイツのあだ名として用いられた。1900年の義和団の乱に際してドイツ皇帝ヴィルヘルム2世が「敵に対してフン族のように容赦するな」と将兵に命じた。この演説が第一次世界大戦の際にドイツ人の野蛮性を強調すべく、連合国に利用された。第二次世界大戦でも、連合国の人々は同じようにドイツ人を形容している。